# 1479 Inkeri
Inkeri (asteróide 1479) é um asteróide da cintura principal, a 2,1545454 UA. Possui uma excentricidade de 0,1942589 e um período orbital de 1 597,08 dias (4,38 anos).
Inkeri tem uma velocidade orbital média de 18,21430818 km/s e uma inclinação de 7,30867º.
Esse asteróide foi descoberto em 16 de Fevereiro de 1938 por Yrjö Väisälä.